# Skistodiaptomus carolinensis
Skistodiaptomus carolinensis là một loài giáp xác trong họ Diaptomidae. Chúng là loài đặc hữu của Hoa Kỳ.